# Championnats d'Europe de biathlon 2017
Navigation
Édition précédente Édition suivante
Les championnats d'Europe de biathlon 2017, vingt-quatrième édition des championnats d'Europe de biathlon, ont lieu du 25 au 29 janvier 2017 à Duszniki-Zdrój, en Pologne.

## Calendrier

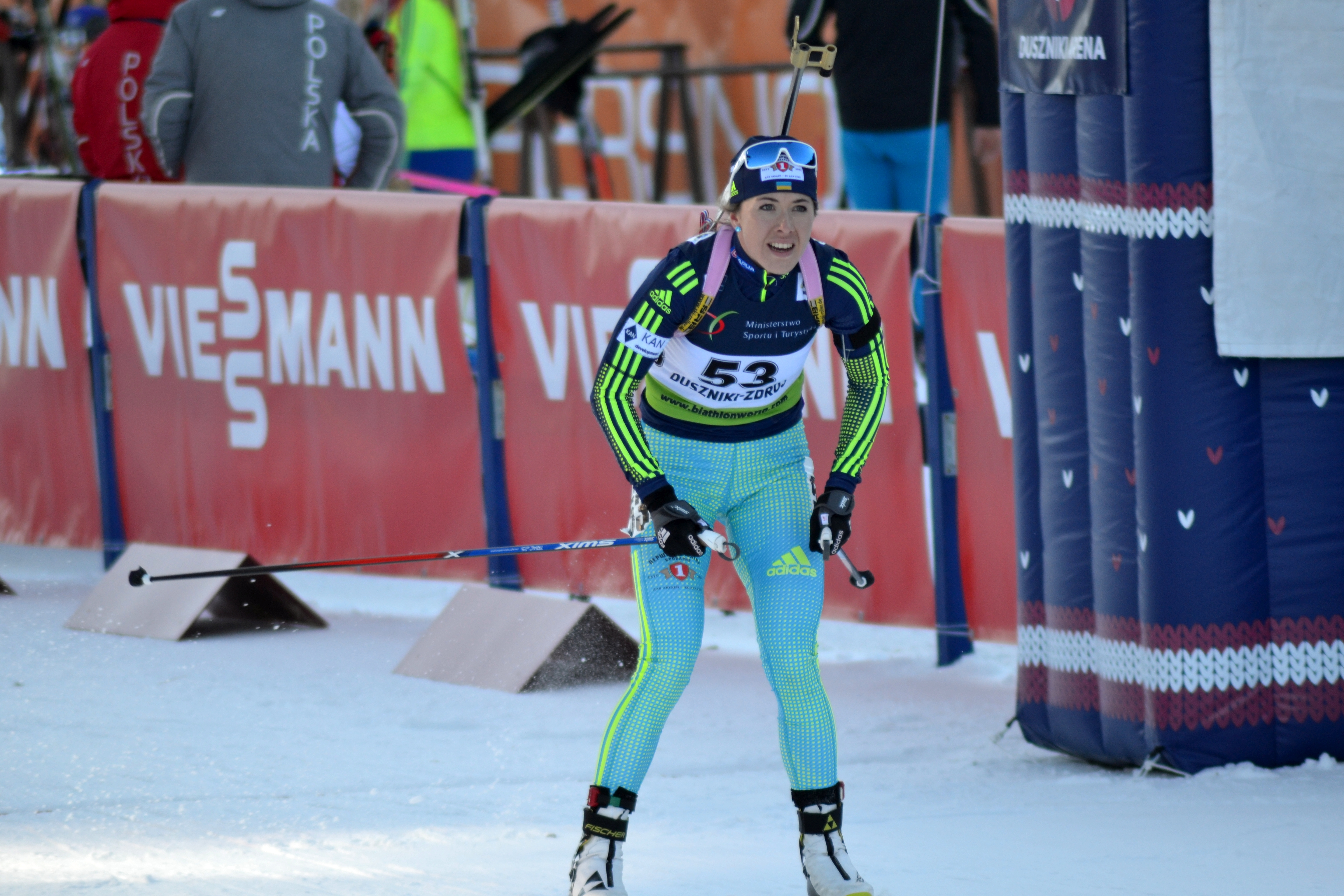
Juliya Dzhyma, Sprint Femmes

| Date       | Heure | Epreuve             |
| ---------- | ----- | ------------------- |
| 25 janvier | 10:00 | Individuel Hommes   |
| 25 janvier | 13:30 | Individuel Femmes   |
| 27 janvier | 10:00 | Sprint Hommes       |
| 27 janvier | 13:30 | Sprint Femmes       |
| 28 janvier | 10:00 | Poursuite Hommes    |
| 28 janvier | 13:00 | Poursuite Femmes    |
| 29 janvier | 10:00 | Relais Mixte simple |
| 29 janvier | 13:00 | Relais Mixte        |

## Tableau des médailles
| Rang   | Pays     | Or | Argent | Bronze | Ensemble |
| ------ | -------- | -- | ------ | ------ | -------- |
| 1      | Russie   | 6  | 4      | 3      | 13       |
| 2      | Ukraine  | 1  | 1      | 2      | 4        |
| 3      | Bulgarie | 1  | 1      | 1      | 3        |
| 4      | Norvège  | -  | 2      | -      | 2        |
| 5      | Lettonie | -  | -      | 1      | 1        |
| 6      | Pologne  | -  | -      | 1      | 1        |
| Totaux | Totaux   | 8  | 8      | 8      | 24       |

| Rang | Athlète               | Or | Argent | Bronze | Ensemble |
| ---- | --------------------- | -- | ------ | ------ | -------- |
| 1    | Aleksandr Loguinov    | 3  | 1      | -      | 4        |
| 2    | Irina Starykh         | 3  | -      | 1      | 4        |
| 3    | Svetlana Sleptsova    | 1  | 2      | 1      | 4        |
| 4    | Juliya Dzhyma         | 1  | 1      | 1      | 3        |
| 4    | Evgeniy Garanichev    | 1  | 1      | -      | 2        |
| 6    | Krasimir Anev         | -  | 1      | 1      | 2        |
| 7    | Anastasiya Merkushyna | -  | -      | 2      | 2        |

## Résultats et podiums

### Hommes
| Épreuves            | Or                 | Argent             | Bronze               |
| ------------------- | ------------------ | ------------------ | -------------------- |
| Individuel (20 km)  | Aleksandr Loguinov | Krasimir Anev      | Alexey Slepov        |
| Sprint (10 km)      | Vladimir Iliev     | Aleksandr Loguinov | Krasimir Anev        |
| Poursuite (12,5 km) | Aleksandr Loguinov | Evgeniy Garanichev | Andrejs Rastorgujevs |

### Femmes
| Épreuves           | Or            | Argent             | Bronze                |
| ------------------ | ------------- | ------------------ | --------------------- |
| Individuel (15 km) | Irina Starykh | Svetlana Sleptsova | Anastasiya Merkushyna |
| Sprint (7.5 km)    | Juliya Dzhyma | Svetlana Sleptsova | Irina Starykh         |
| Poursuite (10 km)  | Irina Starykh | Juliya Dzhyma      | Svetlana Sleptsova    |

### Mixte
| Épreuves                       | Or                                                                              | Argent                                                                                 | Bronze                                                                                |
| ------------------------------ | ------------------------------------------------------------------------------- | -------------------------------------------------------------------------------------- | ------------------------------------------------------------------------------------- |
| Relais simple (6 km + 7,5 km)  | Russie- Daria Virolaynen - Evgeniy Garanichev                                   | Norvège- Ingrid Landmark Tandrevold - Vetle Sjåstad Christiansen                       | Pologne- Krystyna Guzik - Grzegorz Guzik                                              |
| Relais (2 × 6 km + 2 × 7,5 km) | Russie- Irina Starykh - Svetlana Sleptsova - Alexey Volkov - Aleksandr Loguinov | Norvège- Karoline Erdal - Marion Rønning Huber - Erlend Bjøntegaard - Fredrik Gjesbakk | Ukraine- Anastasiya Merkushyna - Juliya Dzhyma - Oleksander Zhyrnyi - Ruslan Tkalenko |